# Shellie McMillon
Shellie McMillon jr. (11 marzo 1936 – Chicago, 11 luglio 1980) è stato un cestista statunitense, professionista nella NBA.

## Carriera
Venne selezionato dai Detroit Pistons al sesto giro del Draft NBA 1958 (42ª scelta assoluta).

## Palmarès
- Campione NIT (1957)